# R.M. Firenze 1989-1990
Questa voce raccoglie le informazioni riguardanti la Rondinella Marzocco Firenze nelle competizioni ufficiali della stagione 1989-1990.

## Rosa
| N. |                   | Ruolo | Calciatore       |
| -- | ----------------- | ----- | ---------------- |
|    | Italia (bandiera) | A     | Alfredo Aglietti |
|    | Italia (bandiera) | P     | Alberto Bastogi  |
|    | Italia (bandiera) | C     | Dante Bertoneri  |
|    | Italia (bandiera) | C     | Luca Betteto     |
|    | Italia (bandiera) |       | Calzona          |
|    | Italia (bandiera) | P     | Mauro Cari       |
|    | Italia (bandiera) | C     | Ivano Comba      |
|    | Italia (bandiera) | A     | Mauro De Riggi   |
|    | Italia (bandiera) | C     | Andrea Fantini   |
|    | Italia (bandiera) | A     | Luca Frullini    |
|    | Italia (bandiera) |       | Galli            |

| N. |                   | Ruolo | Calciatore            |
| -- | ----------------- | ----- | --------------------- |
|    | Italia (bandiera) | D     | Stefano Garuti        |
|    | Italia (bandiera) | A     | Alessandro Guidotti   |
|    | Italia (bandiera) | C     | Vincenzo Lamia Caputo |
|    | Italia (bandiera) | C     | Nino Maestrelli       |
|    | Italia (bandiera) | D     | Marco Marchi          |
|    | Italia (bandiera) | A     | Giuseppe Pizzuto      |
|    | Italia (bandiera) | C     | Alessandro Ricci      |
|    | Italia (bandiera) | A     | Maurizio Rossi        |
|    | Italia (bandiera) | D     | Gianluigi Sarti       |
|    | Italia (bandiera) | C     | Marco Sereni          |
|    | Italia (bandiera) | D     | Massimiliano Vitali   |